# Ultratip
Ultratip Bubbling Under ou apenas Ultratip era uma parada musical da Bélgica. Foi criada em 1996 e correspondia aos charts nos quais eram levados em consideração as vendas dos singles e o airplay nas rádios, diferentemente da Ultratop 50 e da Ultratop 40, nas quais apenas as vendas são contabilizadas. 
Similar ao Bubbling Under Hot 100 da Billboard, era gerenciada pela Federação da Indústria Musical belga, o BEA. Foi descontinuado em 29 de maio de 2021.